# Comuni d'Italia (C)
Questa pagina contiene l'elenco dei comuni italiani il cui nome inizia con la lettera C.
Per ogni comune vengono indicate la provincia e la regione di appartenenza.
| Comune                            | Area                  | Regione               |
| --------------------------------- | --------------------- | --------------------- |
| Cabella Ligure                    | Alessandria           | Piemonte              |
| Cabiate                           | Como                  | Lombardia             |
| Cabras                            | Oristano              | Sardegna              |
| Caccamo                           | Palermo               | Sicilia               |
| Caccuri                           | Crotone               | Calabria              |
| Cadegliano Viconago               | Varese                | Lombardia             |
| Cadelbosco di Sopra               | Reggio Emilia         | Emilia-Romagna        |
| Cadeo                             | Piacenza              | Emilia-Romagna        |
| Caderzone Terme                   | Trento                | Trentino-Alto Adige   |
| Cadoneghe                         | Padova                | Veneto                |
| Cadorago                          | Como                  | Lombardia             |
| Cadrezzate con Osmate             | Varese                | Lombardia             |
| Caerano di San Marco              | Treviso               | Veneto                |
| Cafasse                           | Torino                | Piemonte              |
| Caggiano                          | Salerno               | Campania              |
| Cagli                             | Pesaro e Urbino       | Marche                |
| Cagliari                          | Cagliari              | Sardegna              |
| Caglio                            | Como                  | Lombardia             |
| Cagnano Amiterno                  | L'Aquila              | Abruzzo               |
| Cagnano Varano                    | Foggia                | Puglia                |
| Caianello                         | Caserta               | Campania              |
| Caiazzo                           | Caserta               | Campania              |
| Caines                            | Bolzano               | Trentino-Alto Adige   |
| Caino                             | Brescia               | Lombardia             |
| Caiolo                            | Sondrio               | Lombardia             |
| Cairano                           | Avellino              | Campania              |
| Cairate                           | Varese                | Lombardia             |
| Cairo Montenotte                  | Savona                | Liguria               |
| Caivano                           | Napoli                | Campania              |
| Calabritto                        | Avellino              | Campania              |
| Calalzo di Cadore                 | Belluno               | Veneto                |
| Calamandrana                      | Asti                  | Piemonte              |
| Calamonaci                        | Agrigento             | Sicilia               |
| Calangianus                       | Sassari               | Sardegna              |
| Calanna                           | Reggio Calabria       | Calabria              |
| Calasca-Castiglione               | Verbano-Cusio-Ossola  | Piemonte              |
| Calascibetta                      | Enna                  | Sicilia               |
| Calascio                          | L'Aquila              | Abruzzo               |
| Calasetta                         | Sud Sardegna          | Sardegna              |
| Calatabiano                       | Catania               | Sicilia               |
| Calatafimi Segesta                | Trapani               | Sicilia               |
| Calcata                           | Viterbo               | Lazio                 |
| Calceranica al Lago               | Trento                | Trentino-Alto Adige   |
| Calci                             | Pisa                  | Toscana               |
| Calciano                          | Matera                | Basilicata            |
| Calcinaia                         | Pisa                  | Toscana               |
| Calcinate                         | Bergamo               | Lombardia             |
| Calcinato                         | Brescia               | Lombardia             |
| Calcio                            | Bergamo               | Lombardia             |
| Calco                             | Lecco                 | Lombardia             |
| Caldaro sulla Strada del Vino     | Bolzano               | Trentino-Alto Adige   |
| Caldarola                         | Macerata              | Marche                |
| Calderara di Reno                 | Bologna               | Emilia-Romagna        |
| Caldes                            | Trento                | Trentino-Alto Adige   |
| Caldiero                          | Verona                | Veneto                |
| Caldogno                          | Vicenza               | Veneto                |
| Caldonazzo                        | Trento                | Trentino-Alto Adige   |
| Calendasco                        | Piacenza              | Emilia-Romagna        |
| Calenzano                         | Firenze               | Toscana               |
| Calestano                         | Parma                 | Emilia-Romagna        |
| Calice al Cornoviglio             | Spezia                | Liguria               |
| Calice Ligure                     | Savona                | Liguria               |
| Calimera                          | Lecce                 | Puglia                |
| Calitri                           | Avellino              | Campania              |
| Calizzano                         | Savona                | Liguria               |
| Callabiana                        | Biella                | Piemonte              |
| Calliano                          | Trento                | Trentino-Alto Adige   |
| Calliano Monferrato               | Asti                  | Piemonte              |
| Calolziocorte                     | Lecco                 | Lombardia             |
| Calopezzati                       | Cosenza               | Calabria              |
| Calosso                           | Asti                  | Piemonte              |
| Caloveto                          | Cosenza               | Calabria              |
| Caltabellotta                     | Agrigento             | Sicilia               |
| Caltagirone                       | Catania               | Sicilia               |
| Caltanissetta                     | Caltanissetta         | Sicilia               |
| Caltavuturo                       | Palermo               | Sicilia               |
| Caltignaga                        | Novara                | Piemonte              |
| Calto                             | Rovigo                | Veneto                |
| Caltrano                          | Vicenza               | Veneto                |
| Calusco d'Adda                    | Bergamo               | Lombardia             |
| Caluso                            | Torino                | Piemonte              |
| Calvagese della Riviera           | Brescia               | Lombardia             |
| Calvanico                         | Salerno               | Campania              |
| Calvatone                         | Cremona               | Lombardia             |
| Calvello                          | Potenza               | Basilicata            |
| Calvene                           | Vicenza               | Veneto                |
| Calvenzano                        | Bergamo               | Lombardia             |
| Calvera                           | Potenza               | Basilicata            |
| Calvi                             | Benevento             | Campania              |
| Calvi dell'Umbria                 | Terni                 | Umbria                |
| Calvi Risorta                     | Caserta               | Campania              |
| Calvignano                        | Pavia                 | Lombardia             |
| Calvignasco                       | Milano                | Lombardia             |
| Calvisano                         | Brescia               | Lombardia             |
| Calvizzano                        | Napoli                | Campania              |
| Camagna Monferrato                | Alessandria           | Piemonte              |
| Camaiore                          | Lucca                 | Toscana               |
| Camandona                         | Biella                | Piemonte              |
| Camastra                          | Agrigento             | Sicilia               |
| Cambiago                          | Milano                | Lombardia             |
| Cambiano                          | Torino                | Piemonte              |
| Cambiasca                         | Verbano-Cusio-Ossola  | Piemonte              |
| Camburzano                        | Biella                | Piemonte              |
| Camerana                          | Cuneo                 | Piemonte              |
| Camerano                          | Ancona                | Marche                |
| Camerano Casasco                  | Asti                  | Piemonte              |
| Camerata Cornello                 | Bergamo               | Lombardia             |
| Camerata Nuova                    | Roma                  | Lazio                 |
| Camerata Picena                   | Ancona                | Marche                |
| Cameri                            | Novara                | Piemonte              |
| Camerino                          | Macerata              | Marche                |
| Camerota                          | Salerno               | Campania              |
| Camigliano                        | Caserta               | Campania              |
| Camini                            | Reggio Calabria       | Calabria              |
| Camino                            | Alessandria           | Piemonte              |
| Camino al Tagliamento             | Udine                 | Friuli-Venezia Giulia |
| Camisano                          | Cremona               | Lombardia             |
| Camisano Vicentino                | Vicenza               | Veneto                |
| Cammarata                         | Agrigento             | Sicilia               |
| Camogli                           | Genova                | Liguria               |
| Campagna                          | Salerno               | Campania              |
| Campagna Lupia                    | Venezia               | Veneto                |
| Campagnano di Roma                | Roma                  | Lazio                 |
| Campagnatico                      | Grosseto              | Toscana               |
| Campagnola Cremasca               | Cremona               | Lombardia             |
| Campagnola Emilia                 | Reggio Emilia         | Emilia-Romagna        |
| Campana                           | Cosenza               | Calabria              |
| Camparada                         | Monza e della Brianza | Lombardia             |
| Campegine                         | Reggio Emilia         | Emilia-Romagna        |
| Campello sul Clitunno             | Perugia               | Umbria                |
| Campertogno                       | Vercelli              | Piemonte              |
| Campi Bisenzio                    | Firenze               | Toscana               |
| Campi Salentina                   | Lecce                 | Puglia                |
| Campiglia Cervo                   | Biella                | Piemonte              |
| Campiglia dei Berici              | Vicenza               | Veneto                |
| Campiglia Marittima               | Livorno               | Toscana               |
| Campiglione-Fenile                | Torino                | Piemonte              |
| Campione d'Italia                 | Como                  | Lombardia             |
| Campitello di Fassa               | Trento                | Trentino-Alto Adige   |
| Campli                            | Teramo                | Abruzzo               |
| Campo Calabro                     | Reggio Calabria       | Calabria              |
| Campo di Giove                    | L'Aquila              | Abruzzo               |
| Campo di Trens                    | Bolzano               | Trentino-Alto Adige   |
| Campo Ligure                      | Genova                | Liguria               |
| Campo nell'Elba                   | Livorno               | Toscana               |
| Campo San Martino                 | Padova                | Veneto                |
| Campo Tures                       | Bolzano               | Trentino-Alto Adige   |
| Campobasso                        | Campobasso            | Molise                |
| Campobello di Licata              | Agrigento             | Sicilia               |
| Campobello di Mazara              | Trapani               | Sicilia               |
| Campochiaro                       | Campobasso            | Molise                |
| Campodarsego                      | Padova                | Veneto                |
| Campodenno                        | Trento                | Trentino-Alto Adige   |
| Campodimele                       | Latina                | Lazio                 |
| Campodipietra                     | Campobasso            | Molise                |
| Campodolcino                      | Sondrio               | Lombardia             |
| Campodoro                         | Padova                | Veneto                |
| Campofelice di Fitalia            | Palermo               | Sicilia               |
| Campofelice di Roccella           | Palermo               | Sicilia               |
| Campofilone                       | Fermo                 | Marche                |
| Campofiorito                      | Palermo               | Sicilia               |
| Campoformido                      | Udine                 | Friuli-Venezia Giulia |
| Campofranco                       | Caltanissetta         | Sicilia               |
| Campogalliano                     | Modena                | Emilia-Romagna        |
| Campolattaro                      | Benevento             | Campania              |
| Campoli Appennino                 | Frosinone             | Lazio                 |
| Campoli del Monte Taburno         | Benevento             | Campania              |
| Campolieto                        | Campobasso            | Molise                |
| Campolongo Maggiore               | Venezia               | Veneto                |
| Campolongo Tapogliano             | Udine                 | Friuli-Venezia Giulia |
| Campomaggiore                     | Potenza               | Basilicata            |
| Campomarino                       | Campobasso            | Molise                |
| Campomorone                       | Genova                | Liguria               |
| Camponogara                       | Venezia               | Veneto                |
| Campora                           | Salerno               | Campania              |
| Camporeale                        | Palermo               | Sicilia               |
| Camporgiano                       | Lucca                 | Toscana               |
| Camporosso                        | Imperia               | Liguria               |
| Camporotondo di Fiastrone         | Macerata              | Marche                |
| Camporotondo Etneo                | Catania               | Sicilia               |
| Camposampiero                     | Padova                | Veneto                |
| Camposano                         | Napoli                | Campania              |
| Camposanto                        | Modena                | Emilia-Romagna        |
| Campospinoso Albaredo             | Pavia                 | Lombardia             |
| Campotosto                        | L'Aquila              | Abruzzo               |
| Camugnano                         | Bologna               | Emilia-Romagna        |
| Canal San Bovo                    | Trento                | Trentino-Alto Adige   |
| Canale                            | Cuneo                 | Piemonte              |
| Canale d'Agordo                   | Belluno               | Veneto                |
| Canale Monterano                  | Roma                  | Lazio                 |
| Canaro                            | Rovigo                | Veneto                |
| Canazei                           | Trento                | Trentino-Alto Adige   |
| Cancellara                        | Potenza               | Basilicata            |
| Cancello ed Arnone                | Caserta               | Campania              |
| Canda                             | Rovigo                | Veneto                |
| Candela                           | Foggia                | Puglia                |
| Candelo                           | Biella                | Piemonte              |
| Candia Canavese                   | Torino                | Piemonte              |
| Candia Lomellina                  | Pavia                 | Lombardia             |
| Candiana                          | Padova                | Veneto                |
| Candida                           | Avellino              | Campania              |
| Candidoni                         | Reggio Calabria       | Calabria              |
| Candiolo                          | Torino                | Piemonte              |
| Canegrate                         | Milano                | Lombardia             |
| Canelli                           | Asti                  | Piemonte              |
| Canepina                          | Viterbo               | Lazio                 |
| Caneva                            | Pordenone             | Friuli-Venezia Giulia |
| Canicattì                         | Agrigento             | Sicilia               |
| Canicattini Bagni                 | Siracusa              | Sicilia               |
| Canino                            | Viterbo               | Lazio                 |
| Canischio                         | Torino                | Piemonte              |
| Canistro                          | L'Aquila              | Abruzzo               |
| Canna                             | Cosenza               | Calabria              |
| Cannalonga                        | Salerno               | Campania              |
| Cannara                           | Perugia               | Umbria                |
| Cannero Riviera                   | Verbano-Cusio-Ossola  | Piemonte              |
| Canneto Pavese                    | Pavia                 | Lombardia             |
| Canneto sull'Oglio                | Mantova               | Lombardia             |
| Cannobio                          | Verbano-Cusio-Ossola  | Piemonte              |
| Cannole                           | Lecce                 | Puglia                |
| Canolo                            | Reggio Calabria       | Calabria              |
| Canonica d'Adda                   | Bergamo               | Lombardia             |
| Canosa di Puglia                  | Barletta-Andria-Trani | Puglia                |
| Canosa Sannita                    | Chieti                | Abruzzo               |
| Canosio                           | Cuneo                 | Piemonte              |
| Canossa                           | Reggio Emilia         | Emilia-Romagna        |
| Cansano                           | L'Aquila              | Abruzzo               |
| Cantagallo                        | Prato                 | Toscana               |
| Cantalice                         | Rieti                 | Lazio                 |
| Cantalupa                         | Torino                | Piemonte              |
| Cantalupo in Sabina               | Rieti                 | Lazio                 |
| Cantalupo Ligure                  | Alessandria           | Piemonte              |
| Cantalupo nel Sannio              | Isernia               | Molise                |
| Cantarana                         | Asti                  | Piemonte              |
| Cantello                          | Varese                | Lombardia             |
| Canterano                         | Roma                  | Lazio                 |
| Cantiano                          | Pesaro e Urbino       | Marche                |
| Cantoira                          | Torino                | Piemonte              |
| Cantù                             | Como                  | Lombardia             |
| Canzano                           | Teramo                | Abruzzo               |
| Canzo                             | Como                  | Lombardia             |
| Caorle                            | Venezia               | Veneto                |
| Caorso                            | Piacenza              | Emilia-Romagna        |
| Capaccio Paestum                  | Salerno               | Campania              |
| Capaci                            | Palermo               | Sicilia               |
| Capalbio                          | Grosseto              | Toscana               |
| Capannoli                         | Pisa                  | Toscana               |
| Capannori                         | Lucca                 | Toscana               |
| Capena                            | Roma                  | Lazio                 |
| Capergnanica                      | Cremona               | Lombardia             |
| Capestrano                        | L'Aquila              | Abruzzo               |
| Capiago Intimiano                 | Como                  | Lombardia             |
| Capistrano                        | Vibo Valentia         | Calabria              |
| Capistrello                       | L'Aquila              | Abruzzo               |
| Capitignano                       | L'Aquila              | Abruzzo               |
| Capizzi                           | Messina               | Sicilia               |
| Capizzone                         | Bergamo               | Lombardia             |
| Capo d'Orlando                    | Messina               | Sicilia               |
| Capo di Ponte                     | Brescia               | Lombardia             |
| Capodimonte                       | Viterbo               | Lazio                 |
| Capodrise                         | Caserta               | Campania              |
| Capoliveri                        | Livorno               | Toscana               |
| Capolona                          | Arezzo                | Toscana               |
| Caponago                          | Monza e della Brianza | Lombardia             |
| Caporciano                        | L'Aquila              | Abruzzo               |
| Caposele                          | Avellino              | Campania              |
| Capoterra                         | Cagliari              | Sardegna              |
| Capovalle                         | Brescia               | Lombardia             |
| Cappadocia                        | L'Aquila              | Abruzzo               |
| Cappella Cantone                  | Cremona               | Lombardia             |
| Cappella de' Picenardi            | Cremona               | Lombardia             |
| Cappella Maggiore                 | Treviso               | Veneto                |
| Cappelle sul Tavo                 | Pescara               | Abruzzo               |
| Capracotta                        | Isernia               | Molise                |
| Capraia e Limite                  | Firenze               | Toscana               |
| Capraia Isola                     | Livorno               | Toscana               |
| Capralba                          | Cremona               | Lombardia             |
| Capranica                         | Viterbo               | Lazio                 |
| Capranica Prenestina              | Roma                  | Lazio                 |
| Caprarica di Lecce                | Lecce                 | Puglia                |
| Caprarola                         | Viterbo               | Lazio                 |
| Caprauna                          | Cuneo                 | Piemonte              |
| Caprese Michelangelo              | Arezzo                | Toscana               |
| Caprezzo                          | Verbano-Cusio-Ossola  | Piemonte              |
| Capri                             | Napoli                | Campania              |
| Capri Leone                       | Messina               | Sicilia               |
| Capriana                          | Trento                | Trentino-Alto Adige   |
| Capriano del Colle                | Brescia               | Lombardia             |
| Capriata d'Orba                   | Alessandria           | Piemonte              |
| Capriate San Gervasio             | Bergamo               | Lombardia             |
| Capriati a Volturno               | Caserta               | Campania              |
| Caprie                            | Torino                | Piemonte              |
| Capriglia Irpina                  | Avellino              | Campania              |
| Capriglio                         | Asti                  | Piemonte              |
| Caprile                           | Biella                | Piemonte              |
| Caprino Bergamasco                | Bergamo               | Lombardia             |
| Caprino Veronese                  | Verona                | Veneto                |
| Capriolo                          | Brescia               | Lombardia             |
| Capriva del Friuli                | Gorizia               | Friuli-Venezia Giulia |
| Capua                             | Caserta               | Campania              |
| Capurso                           | Bari                  | Puglia                |
| Caraffa del Bianco                | Reggio Calabria       | Calabria              |
| Caraffa di Catanzaro              | Catanzaro             | Calabria              |
| Caraglio                          | Cuneo                 | Piemonte              |
| Caramagna Piemonte                | Cuneo                 | Piemonte              |
| Caramanico Terme                  | Pescara               | Abruzzo               |
| Carapelle                         | Foggia                | Puglia                |
| Carapelle Calvisio                | L'Aquila              | Abruzzo               |
| Carasco                           | Genova                | Liguria               |
| Carassai                          | Ascoli Piceno         | Marche                |
| Carate Brianza                    | Monza e della Brianza | Lombardia             |
| Carate Urio                       | Como                  | Lombardia             |
| Caravaggio                        | Bergamo               | Lombardia             |
| Caravate                          | Varese                | Lombardia             |
| Caravino                          | Torino                | Piemonte              |
| Caravonica                        | Imperia               | Liguria               |
| Carbognano                        | Viterbo               | Lazio                 |
| Carbonara al Ticino               | Pavia                 | Lombardia             |
| Carbonara di Nola                 | Napoli                | Campania              |
| Carbonara Scrivia                 | Alessandria           | Piemonte              |
| Carbonate                         | Como                  | Lombardia             |
| Carbone                           | Potenza               | Basilicata            |
| Carbonera                         | Treviso               | Veneto                |
| Carbonia                          | Sud Sardegna          | Sardegna              |
| Carcare                           | Savona                | Liguria               |
| Carcoforo                         | Vercelli              | Piemonte              |
| Cardano al Campo                  | Varese                | Lombardia             |
| Cardè                             | Cuneo                 | Piemonte              |
| Cardedu                           | Nuoro                 | Sardegna              |
| Cardeto                           | Reggio Calabria       | Calabria              |
| Cardinale                         | Catanzaro             | Calabria              |
| Cardito                           | Napoli                | Campania              |
| Careggine                         | Lucca                 | Toscana               |
| Carema                            | Torino                | Piemonte              |
| Carenno                           | Lecco                 | Lombardia             |
| Carentino                         | Alessandria           | Piemonte              |
| Careri                            | Reggio Calabria       | Calabria              |
| Caresana                          | Vercelli              | Piemonte              |
| Caresanablot                      | Vercelli              | Piemonte              |
| Carezzano                         | Alessandria           | Piemonte              |
| Carfizzi                          | Crotone               | Calabria              |
| Cargeghe                          | Sassari               | Sardegna              |
| Cariati                           | Cosenza               | Calabria              |
| Carife                            | Avellino              | Campania              |
| Carignano                         | Torino                | Piemonte              |
| Carimate                          | Como                  | Lombardia             |
| Carinaro                          | Caserta               | Campania              |
| Carini                            | Palermo               | Sicilia               |
| Carinola                          | Caserta               | Campania              |
| Carisio                           | Vercelli              | Piemonte              |
| Carisolo                          | Trento                | Trentino-Alto Adige   |
| Carlantino                        | Foggia                | Puglia                |
| Carlazzo                          | Como                  | Lombardia             |
| Carlentini                        | Siracusa              | Sicilia               |
| Carlino                           | Udine                 | Friuli-Venezia Giulia |
| Carloforte                        | Sud Sardegna          | Sardegna              |
| Carlopoli                         | Catanzaro             | Calabria              |
| Carmagnola                        | Torino                | Piemonte              |
| Carmiano                          | Lecce                 | Puglia                |
| Carmignano                        | Prato                 | Toscana               |
| Carmignano di Brenta              | Padova                | Veneto                |
| Carnago                           | Varese                | Lombardia             |
| Carnate                           | Monza e della Brianza | Lombardia             |
| Carobbio degli Angeli             | Bergamo               | Lombardia             |
| Carolei                           | Cosenza               | Calabria              |
| Carona                            | Bergamo               | Lombardia             |
| Caronia                           | Messina               | Sicilia               |
| Caronno Pertusella                | Varese                | Lombardia             |
| Caronno Varesino                  | Varese                | Lombardia             |
| Carosino                          | Taranto               | Puglia                |
| Carovigno                         | Brindisi              | Puglia                |
| Carovilli                         | Isernia               | Molise                |
| Carpaneto Piacentino              | Piacenza              | Emilia-Romagna        |
| Carpanzano                        | Cosenza               | Calabria              |
| Carpegna                          | Pesaro e Urbino       | Marche                |
| Carpenedolo                       | Brescia               | Lombardia             |
| Carpeneto                         | Alessandria           | Piemonte              |
| Carpi                             | Modena                | Emilia-Romagna        |
| Carpiano                          | Milano                | Lombardia             |
| Carpignano Salentino              | Lecce                 | Puglia                |
| Carpignano Sesia                  | Novara                | Piemonte              |
| Carpineti                         | Reggio Emilia         | Emilia-Romagna        |
| Carpineto della Nora              | Pescara               | Abruzzo               |
| Carpineto Romano                  | Roma                  | Lazio                 |
| Carpineto Sinello                 | Chieti                | Abruzzo               |
| Carpino                           | Foggia                | Puglia                |
| Carpinone                         | Isernia               | Molise                |
| Carrara                           | Massa-Carrara         | Toscana               |
| Carrè                             | Vicenza               | Veneto                |
| Carrega Ligure                    | Alessandria           | Piemonte              |
| Carro                             | Spezia                | Liguria               |
| Carrodano                         | Spezia                | Liguria               |
| Carrosio                          | Alessandria           | Piemonte              |
| Carrù                             | Cuneo                 | Piemonte              |
| Carsoli                           | L'Aquila              | Abruzzo               |
| Cartigliano                       | Vicenza               | Veneto                |
| Cartignano                        | Cuneo                 | Piemonte              |
| Cartoceto                         | Pesaro e Urbino       | Marche                |
| Cartosio                          | Alessandria           | Piemonte              |
| Cartura                           | Padova                | Veneto                |
| Carugate                          | Milano                | Lombardia             |
| Carugo                            | Como                  | Lombardia             |
| Carunchio                         | Chieti                | Abruzzo               |
| Carvico                           | Bergamo               | Lombardia             |
| Carzano                           | Trento                | Trentino-Alto Adige   |
| Casabona                          | Crotone               | Calabria              |
| Casacalenda                       | Campobasso            | Molise                |
| Casacanditella                    | Chieti                | Abruzzo               |
| Casagiove                         | Caserta               | Campania              |
| Casal Cermelli                    | Alessandria           | Piemonte              |
| Casal di Principe                 | Caserta               | Campania              |
| Casal Velino                      | Salerno               | Campania              |
| Casalanguida                      | Chieti                | Abruzzo               |
| Casalattico                       | Frosinone             | Lazio                 |
| Casalbeltrame                     | Novara                | Piemonte              |
| Casalbordino                      | Chieti                | Abruzzo               |
| Casalbore                         | Avellino              | Campania              |
| Casalborgone                      | Torino                | Piemonte              |
| Casalbuono                        | Salerno               | Campania              |
| Casalbuttano ed Uniti             | Cremona               | Lombardia             |
| Casalciprano                      | Campobasso            | Molise                |
| Casalduni                         | Benevento             | Campania              |
| Casale Corte Cerro                | Verbano-Cusio-Ossola  | Piemonte              |
| Casale Cremasco-Vidolasco         | Cremona               | Lombardia             |
| Casale di Scodosia                | Padova                | Veneto                |
| Casale Litta                      | Varese                | Lombardia             |
| Casale Marittimo                  | Pisa                  | Toscana               |
| Casale Monferrato                 | Alessandria           | Piemonte              |
| Casale sul Sile                   | Treviso               | Veneto                |
| Casalecchio di Reno               | Bologna               | Emilia-Romagna        |
| Casaleggio Boiro                  | Alessandria           | Piemonte              |
| Casaleggio Novara                 | Novara                | Piemonte              |
| Casaleone                         | Verona                | Veneto                |
| Casaletto Ceredano                | Cremona               | Lombardia             |
| Casaletto di Sopra                | Cremona               | Lombardia             |
| Casaletto Lodigiano               | Lodi                  | Lombardia             |
| Casaletto Spartano                | Salerno               | Campania              |
| Casaletto Vaprio                  | Cremona               | Lombardia             |
| Casalfiumanese                    | Bologna               | Emilia-Romagna        |
| Casalgrande                       | Reggio Emilia         | Emilia-Romagna        |
| Casalgrasso                       | Cuneo                 | Piemonte              |
| Casali del Manco                  | Cosenza               | Calabria              |
| Casalincontrada                   | Chieti                | Abruzzo               |
| Casalino                          | Novara                | Piemonte              |
| Casalmaggiore                     | Cremona               | Lombardia             |
| Casalmaiocco                      | Lodi                  | Lombardia             |
| Casalmorano                       | Cremona               | Lombardia             |
| Casalmoro                         | Mantova               | Lombardia             |
| Casalnoceto                       | Alessandria           | Piemonte              |
| Casalnuovo di Napoli              | Napoli                | Campania              |
| Casalnuovo Monterotaro            | Foggia                | Puglia                |
| Casaloldo                         | Mantova               | Lombardia             |
| Casalpusterlengo                  | Lodi                  | Lombardia             |
| Casalromano                       | Mantova               | Lombardia             |
| Casalserugo                       | Padova                | Veneto                |
| Casaluce                          | Caserta               | Campania              |
| Casalvecchio di Puglia            | Foggia                | Puglia                |
| Casalvecchio Siculo               | Messina               | Sicilia               |
| Casalvieri                        | Frosinone             | Lazio                 |
| Casalvolone                       | Novara                | Piemonte              |
| Casalzuigno                       | Varese                | Lombardia             |
| Casamarciano                      | Napoli                | Campania              |
| Casamassima                       | Bari                  | Puglia                |
| Casamicciola Terme                | Napoli                | Campania              |
| Casandrino                        | Napoli                | Campania              |
| Casanova Elvo                     | Vercelli              | Piemonte              |
| Casanova Lerrone                  | Savona                | Liguria               |
| Casanova Lonati                   | Pavia                 | Lombardia             |
| Casape                            | Roma                  | Lazio                 |
| Casapesenna                       | Caserta               | Campania              |
| Casapinta                         | Biella                | Piemonte              |
| Casaprota                         | Rieti                 | Lazio                 |
| Casapulla                         | Caserta               | Campania              |
| Casarano                          | Lecce                 | Puglia                |
| Casargo                           | Lecco                 | Lombardia             |
| Casarile                          | Milano                | Lombardia             |
| Casarsa della Delizia             | Pordenone             | Friuli-Venezia Giulia |
| Casarza Ligure                    | Genova                | Liguria               |
| Casasco                           | Alessandria           | Piemonte              |
| Casatenovo                        | Lecco                 | Lombardia             |
| Casatisma                         | Pavia                 | Lombardia             |
| Casavatore                        | Napoli                | Campania              |
| Casazza                           | Bergamo               | Lombardia             |
| Cascia                            | Perugia               | Umbria                |
| Casciago                          | Varese                | Lombardia             |
| Casciana Terme Lari               | Pisa                  | Toscana               |
| Cascina                           | Pisa                  | Toscana               |
| Cascinette d'Ivrea                | Torino                | Piemonte              |
| Casei Gerola                      | Pavia                 | Lombardia             |
| Caselette                         | Torino                | Piemonte              |
| Casella                           | Genova                | Liguria               |
| Caselle in Pittari                | Salerno               | Campania              |
| Caselle Landi                     | Lodi                  | Lombardia             |
| Caselle Lurani                    | Lodi                  | Lombardia             |
| Caselle Torinese                  | Torino                | Piemonte              |
| Caserta                           | Caserta               | Campania              |
| Casier                            | Treviso               | Veneto                |
| Casignana                         | Reggio Calabria       | Calabria              |
| Casina                            | Reggio Emilia         | Emilia-Romagna        |
| Casirate d'Adda                   | Bergamo               | Lombardia             |
| Caslino d'Erba                    | Como                  | Lombardia             |
| Casnate con Bernate               | Como                  | Lombardia             |
| Casnigo                           | Bergamo               | Lombardia             |
| Casola di Napoli                  | Napoli                | Campania              |
| Casola in Lunigiana               | Massa-Carrara         | Toscana               |
| Casola Valsenio                   | Ravenna               | Emilia-Romagna        |
| Casole d'Elsa                     | Siena                 | Toscana               |
| Casoli                            | Chieti                | Abruzzo               |
| Casorate Primo                    | Pavia                 | Lombardia             |
| Casorate Sempione                 | Varese                | Lombardia             |
| Casorezzo                         | Milano                | Lombardia             |
| Casoria                           | Napoli                | Campania              |
| Casorzo Monferrato                | Asti                  | Piemonte              |
| Casperia                          | Rieti                 | Lazio                 |
| Caspoggio                         | Sondrio               | Lombardia             |
| Cassacco                          | Udine                 | Friuli-Venezia Giulia |
| Cassago Brianza                   | Lecco                 | Lombardia             |
| Cassano all'Ionio                 | Cosenza               | Calabria              |
| Cassano d'Adda                    | Milano                | Lombardia             |
| Cassano delle Murge               | Bari                  | Puglia                |
| Cassano Irpino                    | Avellino              | Campania              |
| Cassano Magnago                   | Varese                | Lombardia             |
| Cassano Spinola                   | Alessandria           | Piemonte              |
| Cassano Valcuvia                  | Varese                | Lombardia             |
| Cassaro                           | Siracusa              | Sicilia               |
| Cassiglio                         | Bergamo               | Lombardia             |
| Cassina de' Pecchi                | Milano                | Lombardia             |
| Cassina Rizzardi                  | Como                  | Lombardia             |
| Cassina Valsassina                | Lecco                 | Lombardia             |
| Cassinasco                        | Asti                  | Piemonte              |
| Cassine                           | Alessandria           | Piemonte              |
| Cassinelle                        | Alessandria           | Piemonte              |
| Cassinetta di Lugagnano           | Milano                | Lombardia             |
| Cassino                           | Frosinone             | Lazio                 |
| Cassola                           | Vicenza               | Veneto                |
| Cassolnovo                        | Pavia                 | Lombardia             |
| Castagnaro                        | Verona                | Veneto                |
| Castagneto Carducci               | Livorno               | Toscana               |
| Castagneto Po                     | Torino                | Piemonte              |
| Castagnito                        | Cuneo                 | Piemonte              |
| Castagnole delle Lanze            | Asti                  | Piemonte              |
| Castagnole Monferrato             | Asti                  | Piemonte              |
| Castagnole Piemonte               | Torino                | Piemonte              |
| Castana                           | Pavia                 | Lombardia             |
| Castano Primo                     | Milano                | Lombardia             |
| Casteggio                         | Pavia                 | Lombardia             |
| Castegnato                        | Brescia               | Lombardia             |
| Castegnero                        | Vicenza               | Veneto                |
| Castel Baronia                    | Avellino              | Campania              |
| Castel Boglione                   | Asti                  | Piemonte              |
| Castel Bolognese                  | Ravenna               | Emilia-Romagna        |
| Castel Campagnano                 | Caserta               | Campania              |
| Castel Castagna                   | Teramo                | Abruzzo               |
| Castel Condino                    | Trento                | Trentino-Alto Adige   |
| Castel d'Aiano                    | Bologna               | Emilia-Romagna        |
| Castel d'Ario                     | Mantova               | Lombardia             |
| Castel d'Azzano                   | Verona                | Veneto                |
| Castel del Giudice                | Isernia               | Molise                |
| Castel del Monte                  | L'Aquila              | Abruzzo               |
| Castel del Piano                  | Grosseto              | Toscana               |
| Castel del Rio                    | Bologna               | Emilia-Romagna        |
| Castel di Casio                   | Bologna               | Emilia-Romagna        |
| Castel di Ieri                    | L'Aquila              | Abruzzo               |
| Castel di Iudica                  | Catania               | Sicilia               |
| Castel di Lama                    | Ascoli Piceno         | Marche                |
| Castel di Lucio                   | Messina               | Sicilia               |
| Castel di Sangro                  | L'Aquila              | Abruzzo               |
| Castel di Sasso                   | Caserta               | Campania              |
| Castel di Tora                    | Rieti                 | Lazio                 |
| Castel Focognano                  | Arezzo                | Toscana               |
| Castel Frentano                   | Chieti                | Abruzzo               |
| Castel Gabbiano                   | Cremona               | Lombardia             |
| Castel Gandolfo                   | Roma                  | Lazio                 |
| Castel Giorgio                    | Terni                 | Umbria                |
| Castel Goffredo                   | Mantova               | Lombardia             |
| Castel Guelfo di Bologna          | Bologna               | Emilia-Romagna        |
| Castel Ivano                      | Trento                | Trentino-Alto Adige   |
| Castel Madama                     | Roma                  | Lazio                 |
| Castel Maggiore                   | Bologna               | Emilia-Romagna        |
| Castel Mella                      | Brescia               | Lombardia             |
| Castel Morrone                    | Caserta               | Campania              |
| Castel Ritaldi                    | Perugia               | Umbria                |
| Castel Rocchero                   | Asti                  | Piemonte              |
| Castel Rozzone                    | Bergamo               | Lombardia             |
| Castel San Giorgio                | Salerno               | Campania              |
| Castel San Giovanni               | Piacenza              | Emilia-Romagna        |
| Castel San Lorenzo                | Salerno               | Campania              |
| Castel San Niccolò                | Arezzo                | Toscana               |
| Castel San Pietro Romano          | Roma                  | Lazio                 |
| Castel San Pietro Terme           | Bologna               | Emilia-Romagna        |
| Castel San Vincenzo               | Isernia               | Molise                |
| Castel Sant'Angelo                | Rieti                 | Lazio                 |
| Castel Sant'Elia                  | Viterbo               | Lazio                 |
| Castel Viscardo                   | Terni                 | Umbria                |
| Castel Vittorio                   | Imperia               | Liguria               |
| Castel Volturno                   | Caserta               | Campania              |
| Castelbaldo                       | Padova                | Veneto                |
| Castelbelforte                    | Mantova               | Lombardia             |
| Castelbellino                     | Ancona                | Marche                |
| Castelbello-Ciardes               | Bolzano               | Trentino-Alto Adige   |
| Castelbianco                      | Savona                | Liguria               |
| Castelbottaccio                   | Campobasso            | Molise                |
| Castelbuono                       | Palermo               | Sicilia               |
| Castelcivita                      | Salerno               | Campania              |
| Castelcovati                      | Brescia               | Lombardia             |
| Castelcucco                       | Treviso               | Veneto                |
| Casteldaccia                      | Palermo               | Sicilia               |
| Casteldelci                       | Rimini                | Emilia-Romagna        |
| Casteldelfino                     | Cuneo                 | Piemonte              |
| Casteldidone                      | Cremona               | Lombardia             |
| Castelfidardo                     | Ancona                | Marche                |
| Castelfiorentino                  | Firenze               | Toscana               |
| Castelforte                       | Latina                | Lazio                 |
| Castelfranci                      | Avellino              | Campania              |
| Castelfranco di Sotto             | Pisa                  | Toscana               |
| Castelfranco Emilia               | Modena                | Emilia-Romagna        |
| Castelfranco in Miscano           | Benevento             | Campania              |
| Castelfranco Piandiscò            | Arezzo                | Toscana               |
| Castelfranco Veneto               | Treviso               | Veneto                |
| Castelgerundo                     | Lodi                  | Lombardia             |
| Castelgomberto                    | Vicenza               | Veneto                |
| Castelgrande                      | Potenza               | Basilicata            |
| Castelguglielmo                   | Rovigo                | Veneto                |
| Castelguidone                     | Chieti                | Abruzzo               |
| Castell'Alfero                    | Asti                  | Piemonte              |
| Castell'Arquato                   | Piacenza              | Emilia-Romagna        |
| Castell'Azzara                    | Grosseto              | Toscana               |
| Castell'Umberto                   | Messina               | Sicilia               |
| Castellabate                      | Salerno               | Campania              |
| Castellafiume                     | L'Aquila              | Abruzzo               |
| Castellalto                       | Teramo                | Abruzzo               |
| Castellammare del Golfo           | Trapani               | Sicilia               |
| Castellammare di Stabia           | Napoli                | Campania              |
| Castellamonte                     | Torino                | Piemonte              |
| Castellana Grotte                 | Bari                  | Puglia                |
| Castellana Sicula                 | Palermo               | Sicilia               |
| Castellaneta                      | Taranto               | Puglia                |
| Castellania Coppi                 | Alessandria           | Piemonte              |
| Castellanza                       | Varese                | Lombardia             |
| Castellar Guidobono               | Alessandria           | Piemonte              |
| Castellarano                      | Reggio Emilia         | Emilia-Romagna        |
| Castellaro                        | Imperia               | Liguria               |
| Castellazzo Bormida               | Alessandria           | Piemonte              |
| Castellazzo Novarese              | Novara                | Piemonte              |
| Castelleone                       | Cremona               | Lombardia             |
| Castelleone di Suasa              | Ancona                | Marche                |
| Castellero                        | Asti                  | Piemonte              |
| Castelletto Cervo                 | Biella                | Piemonte              |
| Castelletto d'Erro                | Alessandria           | Piemonte              |
| Castelletto d'Orba                | Alessandria           | Piemonte              |
| Castelletto di Branduzzo          | Pavia                 | Lombardia             |
| Castelletto Merli                 | Alessandria           | Piemonte              |
| Castelletto Molina                | Asti                  | Piemonte              |
| Castelletto Monferrato            | Alessandria           | Piemonte              |
| Castelletto sopra Ticino          | Novara                | Piemonte              |
| Castelletto Stura                 | Cuneo                 | Piemonte              |
| Castelletto Uzzone                | Cuneo                 | Piemonte              |
| Castelli                          | Teramo                | Abruzzo               |
| Castelli Calepio                  | Bergamo               | Lombardia             |
| Castellina in Chianti             | Siena                 | Toscana               |
| Castellina Marittima              | Pisa                  | Toscana               |
| Castellinaldo d'Alba              | Cuneo                 | Piemonte              |
| Castellino del Biferno            | Campobasso            | Molise                |
| Castellino Tanaro                 | Cuneo                 | Piemonte              |
| Castelliri                        | Frosinone             | Lazio                 |
| Castello Cabiaglio                | Varese                | Lombardia             |
| Castello d'Agogna                 | Pavia                 | Lombardia             |
| Castello d'Argile                 | Bologna               | Emilia-Romagna        |
| Castello del Matese               | Caserta               | Campania              |
| Castello dell'Acqua               | Sondrio               | Lombardia             |
| Castello di Annone                | Asti                  | Piemonte              |
| Castello di Brianza               | Lecco                 | Lombardia             |
| Castello di Cisterna              | Napoli                | Campania              |
| Castello di Godego                | Treviso               | Veneto                |
| Castello Tesino                   | Trento                | Trentino-Alto Adige   |
| Castello-Molina di Fiemme         | Trento                | Trentino-Alto Adige   |
| Castellucchio                     | Mantova               | Lombardia             |
| Castelluccio dei Sauri            | Foggia                | Puglia                |
| Castelluccio Inferiore            | Potenza               | Basilicata            |
| Castelluccio Superiore            | Potenza               | Basilicata            |
| Castelluccio Valmaggiore          | Foggia                | Puglia                |
| Castelmagno                       | Cuneo                 | Piemonte              |
| Castelmarte                       | Como                  | Lombardia             |
| Castelmassa                       | Rovigo                | Veneto                |
| Castelmauro                       | Campobasso            | Molise                |
| Castelmezzano                     | Potenza               | Basilicata            |
| Castelmola                        | Messina               | Sicilia               |
| Castelnovetto                     | Pavia                 | Lombardia             |
| Castelnovo Bariano                | Rovigo                | Veneto                |
| Castelnovo del Friuli             | Pordenone             | Friuli-Venezia Giulia |
| Castelnovo di Sotto               | Reggio Emilia         | Emilia-Romagna        |
| Castelnovo ne' Monti              | Reggio Emilia         | Emilia-Romagna        |
| Castelnuovo                       | Trento                | Trentino-Alto Adige   |
| Castelnuovo Belbo                 | Asti                  | Piemonte              |
| Castelnuovo Berardenga            | Siena                 | Toscana               |
| Castelnuovo Bocca d'Adda          | Lodi                  | Lombardia             |
| Castelnuovo Bormida               | Alessandria           | Piemonte              |
| Castelnuovo Bozzente              | Como                  | Lombardia             |
| Castelnuovo Calcea                | Asti                  | Piemonte              |
| Castelnuovo Cilento               | Salerno               | Campania              |
| Castelnuovo del Garda             | Verona                | Veneto                |
| Castelnuovo della Daunia          | Foggia                | Puglia                |
| Castelnuovo di Ceva               | Cuneo                 | Piemonte              |
| Castelnuovo di Conza              | Salerno               | Campania              |
| Castelnuovo di Farfa              | Rieti                 | Lazio                 |
| Castelnuovo di Garfagnana         | Lucca                 | Toscana               |
| Castelnuovo di Porto              | Roma                  | Lazio                 |
| Castelnuovo di Val di Cecina      | Pisa                  | Toscana               |
| Castelnuovo Don Bosco             | Asti                  | Piemonte              |
| Castelnuovo Magra                 | Spezia                | Liguria               |
| Castelnuovo Nigra                 | Torino                | Piemonte              |
| Castelnuovo Parano                | Frosinone             | Lazio                 |
| Castelnuovo Rangone               | Modena                | Emilia-Romagna        |
| Castelnuovo Scrivia               | Alessandria           | Piemonte              |
| Castelpagano                      | Benevento             | Campania              |
| Castelpetroso                     | Isernia               | Molise                |
| Castelpizzuto                     | Isernia               | Molise                |
| Castelplanio                      | Ancona                | Marche                |
| Castelpoto                        | Benevento             | Campania              |
| Castelraimondo                    | Macerata              | Marche                |
| Castelrotto                       | Bolzano               | Trentino-Alto Adige   |
| Castelsantangelo sul Nera         | Macerata              | Marche                |
| Castelsaraceno                    | Potenza               | Basilicata            |
| Castelsardo                       | Sassari               | Sardegna              |
| Castelseprio                      | Varese                | Lombardia             |
| Castelsilano                      | Crotone               | Calabria              |
| Castelspina                       | Alessandria           | Piemonte              |
| Casteltermini                     | Agrigento             | Sicilia               |
| Castelveccana                     | Varese                | Lombardia             |
| Castelvecchio Calvisio            | L'Aquila              | Abruzzo               |
| Castelvecchio di Rocca Barbena    | Savona                | Liguria               |
| Castelvecchio Subequo             | L'Aquila              | Abruzzo               |
| Castelvenere                      | Benevento             | Campania              |
| Castelverde                       | Cremona               | Lombardia             |
| Castelverrino                     | Isernia               | Molise                |
| Castelvetere in Val Fortore       | Benevento             | Campania              |
| Castelvetere sul Calore           | Avellino              | Campania              |
| Castelvetrano                     | Trapani               | Sicilia               |
| Castelvetro di Modena             | Modena                | Emilia-Romagna        |
| Castelvetro Piacentino            | Piacenza              | Emilia-Romagna        |
| Castelvisconti                    | Cremona               | Lombardia             |
| Castenaso                         | Bologna               | Emilia-Romagna        |
| Castenedolo                       | Brescia               | Lombardia             |
| Castiadas                         | Sud Sardegna          | Sardegna              |
| Castiglion Fibocchi               | Arezzo                | Toscana               |
| Castiglion Fiorentino             | Arezzo                | Toscana               |
| Castiglione a Casauria            | Pescara               | Abruzzo               |
| Castiglione Chiavarese            | Genova                | Liguria               |
| Castiglione Cosentino             | Cosenza               | Calabria              |
| Castiglione d'Adda                | Lodi                  | Lombardia             |
| Castiglione d'Orcia               | Siena                 | Toscana               |
| Castiglione dei Pepoli            | Bologna               | Emilia-Romagna        |
| Castiglione del Genovesi          | Salerno               | Campania              |
| Castiglione del Lago              | Perugia               | Umbria                |
| Castiglione della Pescaia         | Grosseto              | Toscana               |
| Castiglione delle Stiviere        | Mantova               | Lombardia             |
| Castiglione di Garfagnana         | Lucca                 | Toscana               |
| Castiglione di Sicilia            | Catania               | Sicilia               |
| Castiglione Falletto              | Cuneo                 | Piemonte              |
| Castiglione in Teverina           | Viterbo               | Lazio                 |
| Castiglione Messer Marino         | Chieti                | Abruzzo               |
| Castiglione Messer Raimondo       | Teramo                | Abruzzo               |
| Castiglione Olona                 | Varese                | Lombardia             |
| Castiglione Tinella               | Cuneo                 | Piemonte              |
| Castiglione Torinese              | Torino                | Piemonte              |
| Castignano                        | Ascoli Piceno         | Marche                |
| Castilenti                        | Teramo                | Abruzzo               |
| Castino                           | Cuneo                 | Piemonte              |
| Castione Andevenno                | Sondrio               | Lombardia             |
| Castione della Presolana          | Bergamo               | Lombardia             |
| Castions di Strada                | Udine                 | Friuli-Venezia Giulia |
| Castiraga Vidardo                 | Lodi                  | Lombardia             |
| Casto                             | Brescia               | Lombardia             |
| Castorano                         | Ascoli Piceno         | Marche                |
| Castrezzato                       | Brescia               | Lombardia             |
| Castri di Lecce                   | Lecce                 | Puglia                |
| Castrignano de' Greci             | Lecce                 | Puglia                |
| Castrignano del Capo              | Lecce                 | Puglia                |
| Castro                            | Bergamo               | Lombardia             |
| Castro                            | Lecce                 | Puglia                |
| Castro dei Volsci                 | Frosinone             | Lazio                 |
| Castrocaro Terme e Terra del Sole | Forlì-Cesena          | Emilia-Romagna        |
| Castrocielo                       | Frosinone             | Lazio                 |
| Castrofilippo                     | Agrigento             | Sicilia               |
| Castrolibero                      | Cosenza               | Calabria              |
| Castronno                         | Varese                | Lombardia             |
| Castronovo di Sicilia             | Palermo               | Sicilia               |
| Castronuovo di Sant'Andrea        | Potenza               | Basilicata            |
| Castropignano                     | Campobasso            | Molise                |
| Castroreale                       | Messina               | Sicilia               |
| Castroregio                       | Cosenza               | Calabria              |
| Castrovillari                     | Cosenza               | Calabria              |
| Catania                           | Catania               | Sicilia               |
| Catanzaro                         | Catanzaro             | Calabria              |
| Catenanuova                       | Enna                  | Sicilia               |
| Catignano                         | Pescara               | Abruzzo               |
| Cattolica                         | Rimini                | Emilia-Romagna        |
| Cattolica Eraclea                 | Agrigento             | Sicilia               |
| Caulonia                          | Reggio Calabria       | Calabria              |
| Cautano                           | Benevento             | Campania              |
| Cava de' Tirreni                  | Salerno               | Campania              |
| Cava Manara                       | Pavia                 | Lombardia             |
| Cavaglià                          | Biella                | Piemonte              |
| Cavaglietto                       | Novara                | Piemonte              |
| Cavaglio d'Agogna                 | Novara                | Piemonte              |
| Cavagnolo                         | Torino                | Piemonte              |
| Cavaion Veronese                  | Verona                | Veneto                |
| Cavalese                          | Trento                | Trentino-Alto Adige   |
| Cavallerleone                     | Cuneo                 | Piemonte              |
| Cavallermaggiore                  | Cuneo                 | Piemonte              |
| Cavallino                         | Lecce                 | Puglia                |
| Cavallino-Treporti                | Venezia               | Veneto                |
| Cavallirio                        | Novara                | Piemonte              |
| Cavareno                          | Trento                | Trentino-Alto Adige   |
| Cavargna                          | Como                  | Lombardia             |
| Cavaria con Premezzo              | Varese                | Lombardia             |
| Cavarzere                         | Venezia               | Veneto                |
| Cavaso del Tomba                  | Treviso               | Veneto                |
| Cavasso Nuovo                     | Pordenone             | Friuli-Venezia Giulia |
| Cavatore                          | Alessandria           | Piemonte              |
| Cavazzo Carnico                   | Udine                 | Friuli-Venezia Giulia |
| Cave                              | Roma                  | Lazio                 |
| Cavedago                          | Trento                | Trentino-Alto Adige   |
| Cavedine                          | Trento                | Trentino-Alto Adige   |
| Cavenago d'Adda                   | Lodi                  | Lombardia             |
| Cavenago di Brianza               | Monza e della Brianza | Lombardia             |
| Cavernago                         | Bergamo               | Lombardia             |
| Cavezzo                           | Modena                | Emilia-Romagna        |
| Cavizzana                         | Trento                | Trentino-Alto Adige   |
| Cavour                            | Torino                | Piemonte              |
| Cavriago                          | Reggio Emilia         | Emilia-Romagna        |
| Cavriana                          | Mantova               | Lombardia             |
| Cavriglia                         | Arezzo                | Toscana               |
| Cazzago Brabbia                   | Varese                | Lombardia             |
| Cazzago San Martino               | Brescia               | Lombardia             |
| Cazzano di Tramigna               | Verona                | Veneto                |
| Cazzano Sant'Andrea               | Bergamo               | Lombardia             |
| Ceccano                           | Frosinone             | Lazio                 |
| Cecima                            | Pavia                 | Lombardia             |
| Cecina                            | Livorno               | Toscana               |
| Cedegolo                          | Brescia               | Lombardia             |
| Cedrasco                          | Sondrio               | Lombardia             |
| Cefalà Diana                      | Palermo               | Sicilia               |
| Cefalù                            | Palermo               | Sicilia               |
| Ceggia                            | Venezia               | Veneto                |
| Ceglie Messapica                  | Brindisi              | Puglia                |
| Celano                            | L'Aquila              | Abruzzo               |
| Celenza sul Trigno                | Chieti                | Abruzzo               |
| Celenza Valfortore                | Foggia                | Puglia                |
| Celico                            | Cosenza               | Calabria              |
| Cella Dati                        | Cremona               | Lombardia             |
| Cella Monte                       | Alessandria           | Piemonte              |
| Cellamare                         | Bari                  | Puglia                |
| Cellara                           | Cosenza               | Calabria              |
| Cellarengo                        | Asti                  | Piemonte              |
| Cellatica                         | Brescia               | Lombardia             |
| Celle di Bulgheria                | Salerno               | Campania              |
| Celle di Macra                    | Cuneo                 | Piemonte              |
| Celle di San Vito                 | Foggia                | Puglia                |
| Celle Enomondo                    | Asti                  | Piemonte              |
| Celle Ligure                      | Savona                | Liguria               |
| Celleno                           | Viterbo               | Lazio                 |
| Cellere                           | Viterbo               | Lazio                 |
| Cellino Attanasio                 | Teramo                | Abruzzo               |
| Cellino San Marco                 | Brindisi              | Puglia                |
| Cellio con Breia                  | Vercelli              | Piemonte              |
| Cellole                           | Caserta               | Campania              |
| Cembra Lisignago                  | Trento                | Trentino-Alto Adige   |
| Cenadi                            | Catanzaro             | Calabria              |
| Cenate Sopra                      | Bergamo               | Lombardia             |
| Cenate Sotto                      | Bergamo               | Lombardia             |
| Cencenighe Agordino               | Belluno               | Veneto                |
| Cene                              | Bergamo               | Lombardia             |
| Ceneselli                         | Rovigo                | Veneto                |
| Cengio                            | Savona                | Liguria               |
| Centallo                          | Cuneo                 | Piemonte              |
| Cento                             | Ferrara               | Emilia-Romagna        |
| Centola                           | Salerno               | Campania              |
| Centrache                         | Catanzaro             | Calabria              |
| Centro Valle Intelvi              | Como                  | Lombardia             |
| Centuripe                         | Enna                  | Sicilia               |
| Cepagatti                         | Pescara               | Abruzzo               |
| Ceppaloni                         | Benevento             | Campania              |
| Ceppo Morelli                     | Verbano-Cusio-Ossola  | Piemonte              |
| Ceprano                           | Frosinone             | Lazio                 |
| Cerami                            | Enna                  | Sicilia               |
| Ceranesi                          | Genova                | Liguria               |
| Cerano                            | Novara                | Piemonte              |
| Cerano d'Intelvi                  | Como                  | Lombardia             |
| Ceranova                          | Pavia                 | Lombardia             |
| Ceraso                            | Salerno               | Campania              |
| Cercemaggiore                     | Campobasso            | Molise                |
| Cercenasco                        | Torino                | Piemonte              |
| Cercepiccola                      | Campobasso            | Molise                |
| Cerchiara di Calabria             | Cosenza               | Calabria              |
| Cerchio                           | L'Aquila              | Abruzzo               |
| Cercino                           | Sondrio               | Lombardia             |
| Cercivento                        | Udine                 | Friuli-Venezia Giulia |
| Cercola                           | Napoli                | Campania              |
| Cerda                             | Palermo               | Sicilia               |
| Cerea                             | Verona                | Veneto                |
| Ceregnano                         | Rovigo                | Veneto                |
| Cerenzia                          | Crotone               | Calabria              |
| Ceres                             | Torino                | Piemonte              |
| Ceresara                          | Mantova               | Lombardia             |
| Cereseto                          | Alessandria           | Piemonte              |
| Ceresole d'Alba                   | Cuneo                 | Piemonte              |
| Ceresole Reale                    | Torino                | Piemonte              |
| Cerete                            | Bergamo               | Lombardia             |
| Ceretto Lomellina                 | Pavia                 | Lombardia             |
| Cergnago                          | Pavia                 | Lombardia             |
| Ceriale                           | Savona                | Liguria               |
| Ceriana                           | Imperia               | Liguria               |
| Ceriano Laghetto                  | Monza e della Brianza | Lombardia             |
| Cerignale                         | Piacenza              | Emilia-Romagna        |
| Cerignola                         | Foggia                | Puglia                |
| Cerisano                          | Cosenza               | Calabria              |
| Cermenate                         | Como                  | Lombardia             |
| Cermes                            | Bolzano               | Trentino-Alto Adige   |
| Cermignano                        | Teramo                | Abruzzo               |
| Cernobbio                         | Como                  | Lombardia             |
| Cernusco Lombardone               | Lecco                 | Lombardia             |
| Cernusco sul Naviglio             | Milano                | Lombardia             |
| Cerreto d'Asti                    | Asti                  | Piemonte              |
| Cerreto d'Esi                     | Ancona                | Marche                |
| Cerreto di Spoleto                | Perugia               | Umbria                |
| Cerreto Grue                      | Alessandria           | Piemonte              |
| Cerreto Guidi                     | Firenze               | Toscana               |
| Cerreto Laziale                   | Roma                  | Lazio                 |
| Cerreto Sannita                   | Benevento             | Campania              |
| Cerretto Langhe                   | Cuneo                 | Piemonte              |
| Cerrina                           | Alessandria           | Piemonte              |
| Cerrione                          | Biella                | Piemonte              |
| Cerro al Lambro                   | Milano                | Lombardia             |
| Cerro al Volturno                 | Isernia               | Molise                |
| Cerro Maggiore                    | Milano                | Lombardia             |
| Cerro Tanaro                      | Asti                  | Piemonte              |
| Cerro Veronese                    | Verona                | Veneto                |
| Cersosimo                         | Potenza               | Basilicata            |
| Certaldo                          | Firenze               | Toscana               |
| Certosa di Pavia                  | Pavia                 | Lombardia             |
| Cerva                             | Catanzaro             | Calabria              |
| Cervara di Roma                   | Roma                  | Lazio                 |
| Cervarese Santa Croce             | Padova                | Veneto                |
| Cervaro                           | Frosinone             | Lazio                 |
| Cervasca                          | Cuneo                 | Piemonte              |
| Cervatto                          | Vercelli              | Piemonte              |
| Cerveno                           | Brescia               | Lombardia             |
| Cervere                           | Cuneo                 | Piemonte              |
| Cervesina                         | Pavia                 | Lombardia             |
| Cerveteri                         | Roma                  | Lazio                 |
| Cervia                            | Ravenna               | Emilia-Romagna        |
| Cervicati                         | Cosenza               | Calabria              |
| Cervignano d'Adda                 | Lodi                  | Lombardia             |
| Cervignano del Friuli             | Udine                 | Friuli-Venezia Giulia |
| Cervinara                         | Avellino              | Campania              |
| Cervino                           | Caserta               | Campania              |
| Cervo                             | Imperia               | Liguria               |
| Cerzeto                           | Cosenza               | Calabria              |
| Cesa                              | Caserta               | Campania              |
| Cesana Brianza                    | Lecco                 | Lombardia             |
| Cesana Torinese                   | Torino                | Piemonte              |
| Cesano Boscone                    | Milano                | Lombardia             |
| Cesano Maderno                    | Monza e della Brianza | Lombardia             |
| Cesara                            | Verbano-Cusio-Ossola  | Piemonte              |
| Cesarò                            | Messina               | Sicilia               |
| Cesate                            | Milano                | Lombardia             |
| Cesena                            | Forlì-Cesena          | Emilia-Romagna        |
| Cesenatico                        | Forlì-Cesena          | Emilia-Romagna        |
| Cesinali                          | Avellino              | Campania              |
| Cesio                             | Imperia               | Liguria               |
| Cesiomaggiore                     | Belluno               | Veneto                |
| Cessalto                          | Treviso               | Veneto                |
| Cessaniti                         | Vibo Valentia         | Calabria              |
| Cessapalombo                      | Macerata              | Marche                |
| Cessole                           | Asti                  | Piemonte              |
| Cetara                            | Salerno               | Campania              |
| Ceto                              | Brescia               | Lombardia             |
| Cetona                            | Siena                 | Toscana               |
| Cetraro                           | Cosenza               | Calabria              |
| Ceva                              | Cuneo                 | Piemonte              |
| Cevo                              | Brescia               | Lombardia             |
| Challand-Saint-Anselme            | Aosta                 | Valle d'Aosta         |
| Challand-Saint-Victor             | Aosta                 | Valle d'Aosta         |
| Chambave                          | Aosta                 | Valle d'Aosta         |
| Chamois                           | Aosta                 | Valle d'Aosta         |
| Champdepraz                       | Aosta                 | Valle d'Aosta         |
| Champorcher                       | Aosta                 | Valle d'Aosta         |
| Charvensod                        | Aosta                 | Valle d'Aosta         |
| Châtillon                         | Aosta                 | Valle d'Aosta         |
| Cherasco                          | Cuneo                 | Piemonte              |
| Cheremule                         | Sassari               | Sardegna              |
| Chialamberto                      | Torino                | Piemonte              |
| Chiampo                           | Vicenza               | Veneto                |
| Chianche                          | Avellino              | Campania              |
| Chianciano Terme                  | Siena                 | Toscana               |
| Chianni                           | Pisa                  | Toscana               |
| Chianocco                         | Torino                | Piemonte              |
| Chiaramonte Gulfi                 | Ragusa                | Sicilia               |
| Chiaramonti                       | Sassari               | Sardegna              |
| Chiarano                          | Treviso               | Veneto                |
| Chiaravalle                       | Ancona                | Marche                |
| Chiaravalle Centrale              | Catanzaro             | Calabria              |
| Chiari                            | Brescia               | Lombardia             |
| Chiaromonte                       | Potenza               | Basilicata            |
| Chiauci                           | Isernia               | Molise                |
| Chiavari                          | Genova                | Liguria               |
| Chiavenna                         | Sondrio               | Lombardia             |
| Chiaverano                        | Torino                | Piemonte              |
| Chienes                           | Bolzano               | Trentino-Alto Adige   |
| Chieri                            | Torino                | Piemonte              |
| Chies d'Alpago                    | Belluno               | Veneto                |
| Chiesa in Valmalenco              | Sondrio               | Lombardia             |
| Chiesanuova                       | Torino                | Piemonte              |
| Chiesina Uzzanese                 | Pistoia               | Toscana               |
| Chieti                            | Chieti                | Abruzzo               |
| Chieuti                           | Foggia                | Puglia                |
| Chieve                            | Cremona               | Lombardia             |
| Chignolo d'Isola                  | Bergamo               | Lombardia             |
| Chignolo Po                       | Pavia                 | Lombardia             |
| Chioggia                          | Venezia               | Veneto                |
| Chiomonte                         | Torino                | Piemonte              |
| Chions                            | Pordenone             | Friuli-Venezia Giulia |
| Chiopris-Viscone                  | Udine                 | Friuli-Venezia Giulia |
| Chitignano                        | Arezzo                | Toscana               |
| Chiuduno                          | Bergamo               | Lombardia             |
| Chiuppano                         | Vicenza               | Veneto                |
| Chiuro                            | Sondrio               | Lombardia             |
| Chiusa                            | Bolzano               | Trentino-Alto Adige   |
| Chiusa di Pesio                   | Cuneo                 | Piemonte              |
| Chiusa di San Michele             | Torino                | Piemonte              |
| Chiusa Sclafani                   | Palermo               | Sicilia               |
| Chiusaforte                       | Udine                 | Friuli-Venezia Giulia |
| Chiusanico                        | Imperia               | Liguria               |
| Chiusano d'Asti                   | Asti                  | Piemonte              |
| Chiusano di San Domenico          | Avellino              | Campania              |
| Chiusavecchia                     | Imperia               | Liguria               |
| Chiusdino                         | Siena                 | Toscana               |
| Chiusi                            | Siena                 | Toscana               |
| Chiusi della Verna                | Arezzo                | Toscana               |
| Chivasso                          | Torino                | Piemonte              |
| Ciampino                          | Roma                  | Lazio                 |
| Cianciana                         | Agrigento             | Sicilia               |
| Cibiana di Cadore                 | Belluno               | Veneto                |
| Cicagna                           | Genova                | Liguria               |
| Cicala                            | Catanzaro             | Calabria              |
| Cicciano                          | Napoli                | Campania              |
| Cicerale                          | Salerno               | Campania              |
| Ciciliano                         | Roma                  | Lazio                 |
| Cicognolo                         | Cremona               | Lombardia             |
| Ciconio                           | Torino                | Piemonte              |
| Cigliano                          | Vercelli              | Piemonte              |
| Cigliè                            | Cuneo                 | Piemonte              |
| Cigognola                         | Pavia                 | Lombardia             |
| Cigole                            | Brescia               | Lombardia             |
| Cilavegna                         | Pavia                 | Lombardia             |
| Cimadolmo                         | Treviso               | Veneto                |
| Cimbergo                          | Brescia               | Lombardia             |
| Ciminà                            | Reggio Calabria       | Calabria              |
| Ciminna                           | Palermo               | Sicilia               |
| Cimitile                          | Napoli                | Campania              |
| Cimolais                          | Pordenone             | Friuli-Venezia Giulia |
| Cimone                            | Trento                | Trentino-Alto Adige   |
| Cinaglio                          | Asti                  | Piemonte              |
| Cineto Romano                     | Roma                  | Lazio                 |
| Cingia de' Botti                  | Cremona               | Lombardia             |
| Cingoli                           | Macerata              | Marche                |
| Cinigiano                         | Grosseto              | Toscana               |
| Cinisello Balsamo                 | Milano                | Lombardia             |
| Cinisi                            | Palermo               | Sicilia               |
| Cino                              | Sondrio               | Lombardia             |
| Cinquefrondi                      | Reggio Calabria       | Calabria              |
| Cintano                           | Torino                | Piemonte              |
| Cinte Tesino                      | Trento                | Trentino-Alto Adige   |
| Cinto Caomaggiore                 | Venezia               | Veneto                |
| Cinto Euganeo                     | Padova                | Veneto                |
| Cinzano                           | Torino                | Piemonte              |
| Ciorlano                          | Caserta               | Campania              |
| Cipressa                          | Imperia               | Liguria               |
| Circello                          | Benevento             | Campania              |
| Cirié                             | Torino                | Piemonte              |
| Cirigliano                        | Matera                | Basilicata            |
| Cirimido                          | Como                  | Lombardia             |
| Cirò                              | Crotone               | Calabria              |
| Cirò Marina                       | Crotone               | Calabria              |
| Cis                               | Trento                | Trentino-Alto Adige   |
| Cisano Bergamasco                 | Bergamo               | Lombardia             |
| Cisano sul Neva                   | Savona                | Liguria               |
| Ciserano                          | Bergamo               | Lombardia             |
| Cislago                           | Varese                | Lombardia             |
| Cisliano                          | Milano                | Lombardia             |
| Cison di Valmarino                | Treviso               | Veneto                |
| Cissone                           | Cuneo                 | Piemonte              |
| Cisterna d'Asti                   | Asti                  | Piemonte              |
| Cisterna di Latina                | Latina                | Lazio                 |
| Cisternino                        | Brindisi              | Puglia                |
| Citerna                           | Perugia               | Umbria                |
| Città della Pieve                 | Perugia               | Umbria                |
| Città di Castello                 | Perugia               | Umbria                |
| Città Sant'Angelo                 | Pescara               | Abruzzo               |
| Cittadella                        | Padova                | Veneto                |
| Cittaducale                       | Rieti                 | Lazio                 |
| Cittanova                         | Reggio Calabria       | Calabria              |
| Cittareale                        | Rieti                 | Lazio                 |
| Cittiglio                         | Varese                | Lombardia             |
| Civate                            | Lecco                 | Lombardia             |
| Civezza                           | Imperia               | Liguria               |
| Civezzano                         | Trento                | Trentino-Alto Adige   |
| Civiasco                          | Vercelli              | Piemonte              |
| Cividale del Friuli               | Udine                 | Friuli-Venezia Giulia |
| Cividate al Piano                 | Bergamo               | Lombardia             |
| Cividate Camuno                   | Brescia               | Lombardia             |
| Civita                            | Cosenza               | Calabria              |
| Civita Castellana                 | Viterbo               | Lazio                 |
| Civita d'Antino                   | L'Aquila              | Abruzzo               |
| Civitacampomarano                 | Campobasso            | Molise                |
| Civitaluparella                   | Chieti                | Abruzzo               |
| Civitanova del Sannio             | Isernia               | Molise                |
| Civitanova Marche                 | Macerata              | Marche                |
| Civitaquana                       | Pescara               | Abruzzo               |
| Civitavecchia                     | Roma                  | Lazio                 |
| Civitella Alfedena                | L'Aquila              | Abruzzo               |
| Civitella Casanova                | Pescara               | Abruzzo               |
| Civitella d'Agliano               | Viterbo               | Lazio                 |
| Civitella del Tronto              | Teramo                | Abruzzo               |
| Civitella di Romagna              | Forlì-Cesena          | Emilia-Romagna        |
| Civitella in Val di Chiana        | Arezzo                | Toscana               |
| Civitella Messer Raimondo         | Chieti                | Abruzzo               |
| Civitella Paganico                | Grosseto              | Toscana               |
| Civitella Roveto                  | L'Aquila              | Abruzzo               |
| Civitella San Paolo               | Roma                  | Lazio                 |
| Civo                              | Sondrio               | Lombardia             |
| Claino con Osteno                 | Como                  | Lombardia             |
| Claut                             | Pordenone             | Friuli-Venezia Giulia |
| Clauzetto                         | Pordenone             | Friuli-Venezia Giulia |
| Clavesana                         | Cuneo                 | Piemonte              |
| Claviere                          | Torino                | Piemonte              |
| Cles                              | Trento                | Trentino-Alto Adige   |
| Cleto                             | Cosenza               | Calabria              |
| Clivio                            | Varese                | Lombardia             |
| Clusone                           | Bergamo               | Lombardia             |
| Coassolo Torinese                 | Torino                | Piemonte              |
| Coazze                            | Torino                | Piemonte              |
| Coazzolo                          | Asti                  | Piemonte              |
| Coccaglio                         | Brescia               | Lombardia             |
| Cocconato                         | Asti                  | Piemonte              |
| Cocquio-Trevisago                 | Varese                | Lombardia             |
| Cocullo                           | L'Aquila              | Abruzzo               |
| Codevigo                          | Padova                | Veneto                |
| Codevilla                         | Pavia                 | Lombardia             |
| Codigoro                          | Ferrara               | Emilia-Romagna        |
| Codognè                           | Treviso               | Veneto                |
| Codogno                           | Lodi                  | Lombardia             |
| Codroipo                          | Udine                 | Friuli-Venezia Giulia |
| Codrongianos                      | Sassari               | Sardegna              |
| Coggiola                          | Biella                | Piemonte              |
| Cogliate                          | Monza e della Brianza | Lombardia             |
| Cogne                             | Aosta                 | Valle d'Aosta         |
| Cogoleto                          | Genova                | Liguria               |
| Cogollo del Cengio                | Vicenza               | Veneto                |
| Cogorno                           | Genova                | Liguria               |
| Colazza                           | Novara                | Piemonte              |
| Colere                            | Bergamo               | Lombardia             |
| Colfelice                         | Frosinone             | Lazio                 |
| Coli                              | Piacenza              | Emilia-Romagna        |
| Colico                            | Lecco                 | Lombardia             |
| Collalto Sabino                   | Rieti                 | Lazio                 |
| Collarmele                        | L'Aquila              | Abruzzo               |
| Collazzone                        | Perugia               | Umbria                |
| Colle Brianza                     | Lecco                 | Lombardia             |
| Colle d'Anchise                   | Campobasso            | Molise                |
| Colle di Tora                     | Rieti                 | Lazio                 |
| Colle di Val d'Elsa               | Siena                 | Toscana               |
| Colle San Magno                   | Frosinone             | Lazio                 |
| Colle Sannita                     | Benevento             | Campania              |
| Colle Santa Lucia                 | Belluno               | Veneto                |
| Colle Umberto                     | Treviso               | Veneto                |
| Collebeato                        | Brescia               | Lombardia             |
| Collecchio                        | Parma                 | Emilia-Romagna        |
| Collecorvino                      | Pescara               | Abruzzo               |
| Colledara                         | Teramo                | Abruzzo               |
| Colledimacine                     | Chieti                | Abruzzo               |
| Colledimezzo                      | Chieti                | Abruzzo               |
| Colleferro                        | Roma                  | Lazio                 |
| Collegiove                        | Rieti                 | Lazio                 |
| Collegno                          | Torino                | Piemonte              |
| Collelongo                        | L'Aquila              | Abruzzo               |
| Collepardo                        | Frosinone             | Lazio                 |
| Collepasso                        | Lecce                 | Puglia                |
| Collepietro                       | L'Aquila              | Abruzzo               |
| Colleretto Castelnuovo            | Torino                | Piemonte              |
| Colleretto Giacosa                | Torino                | Piemonte              |
| Collesalvetti                     | Livorno               | Toscana               |
| Collesano                         | Palermo               | Sicilia               |
| Colletorto                        | Campobasso            | Molise                |
| Collevecchio                      | Rieti                 | Lazio                 |
| Colli al Metauro                  | Pesaro e Urbino       | Marche                |
| Colli a Volturno                  | Isernia               | Molise                |
| Colli del Tronto                  | Ascoli Piceno         | Marche                |
| Colli sul Velino                  | Rieti                 | Lazio                 |
| Colli Verdi                       | Pavia                 | Lombardia             |
| Colliano                          | Salerno               | Campania              |
| Collinas                          | Sud Sardegna          | Sardegna              |
| Collio                            | Brescia               | Lombardia             |
| Collobiano                        | Vercelli              | Piemonte              |
| Colloredo di Monte Albano         | Udine                 | Friuli-Venezia Giulia |
| Colmurano                         | Macerata              | Marche                |
| Colobraro                         | Matera                | Basilicata            |
| Cologna Veneta                    | Verona                | Veneto                |
| Cologne                           | Brescia               | Lombardia             |
| Cologno al Serio                  | Bergamo               | Lombardia             |
| Cologno Monzese                   | Milano                | Lombardia             |
| Colognola ai Colli                | Verona                | Veneto                |
| Colonna                           | Roma                  | Lazio                 |
| Colonnella                        | Teramo                | Abruzzo               |
| Colonno                           | Como                  | Lombardia             |
| Colorina                          | Sondrio               | Lombardia             |
| Colorno                           | Parma                 | Emilia-Romagna        |
| Colosimi                          | Cosenza               | Calabria              |
| Colturano                         | Milano                | Lombardia             |
| Colverde                          | Como                  | Lombardia             |
| Colzate                           | Bergamo               | Lombardia             |
| Comabbio                          | Varese                | Lombardia             |
| Comacchio                         | Ferrara               | Emilia-Romagna        |
| Comano                            | Massa-Carrara         | Toscana               |
| Comano Terme                      | Trento                | Trentino-Alto Adige   |
| Comazzo                           | Lodi                  | Lombardia             |
| Comeglians                        | Udine                 | Friuli-Venezia Giulia |
| Comelico Superiore                | Belluno               | Veneto                |
| Comerio                           | Varese                | Lombardia             |
| Comezzano-Cizzago                 | Brescia               | Lombardia             |
| Comignago                         | Novara                | Piemonte              |
| Comiso                            | Ragusa                | Sicilia               |
| Comitini                          | Agrigento             | Sicilia               |
| Comiziano                         | Napoli                | Campania              |
| Commessaggio                      | Mantova               | Lombardia             |
| Commezzadura                      | Trento                | Trentino-Alto Adige   |
| Como                              | Como                  | Lombardia             |
| Compiano                          | Parma                 | Emilia-Romagna        |
| Comun Nuovo                       | Bergamo               | Lombardia             |
| Comunanza                         | Ascoli Piceno         | Marche                |
| Cona                              | Venezia               | Veneto                |
| Conca Casale                      | Isernia               | Molise                |
| Conca dei Marini                  | Salerno               | Campania              |
| Conca della Campania              | Caserta               | Campania              |
| Concamarise                       | Verona                | Veneto                |
| Concerviano                       | Rieti                 | Lazio                 |
| Concesio                          | Brescia               | Lombardia             |
| Conco                             | Vicenza               | Veneto                |
| Concordia Sagittaria              | Venezia               | Veneto                |
| Concordia sulla Secchia           | Modena                | Emilia-Romagna        |
| Concorezzo                        | Monza e della Brianza | Lombardia             |
| Condofuri                         | Reggio Calabria       | Calabria              |
| Condove                           | Torino                | Piemonte              |
| Condrò                            | Messina               | Sicilia               |
| Conegliano                        | Treviso               | Veneto                |
| Confienza                         | Pavia                 | Lombardia             |
| Configni                          | Rieti                 | Lazio                 |
| Conflenti                         | Catanzaro             | Calabria              |
| Coniolo                           | Alessandria           | Piemonte              |
| Conselice                         | Ravenna               | Emilia-Romagna        |
| Conselve                          | Padova                | Veneto                |
| Contà                             | Trento                | Trentino-Alto Adige   |
| Contessa Entellina                | Palermo               | Sicilia               |
| Contigliano                       | Rieti                 | Lazio                 |
| Contrada                          | Avellino              | Campania              |
| Controguerra                      | Teramo                | Abruzzo               |
| Controne                          | Salerno               | Campania              |
| Contursi Terme                    | Salerno               | Campania              |
| Conversano                        | Bari                  | Puglia                |
| Conza della Campania              | Avellino              | Campania              |
| Conzano                           | Alessandria           | Piemonte              |
| Copertino                         | Lecce                 | Puglia                |
| Copiano                           | Pavia                 | Lombardia             |
| Copparo                           | Ferrara               | Emilia-Romagna        |
| Corana                            | Pavia                 | Lombardia             |
| Corato                            | Bari                  | Puglia                |
| Corbara                           | Salerno               | Campania              |
| Corbetta                          | Milano                | Lombardia             |
| Corbola                           | Rovigo                | Veneto                |
| Corchiano                         | Viterbo               | Lazio                 |
| Corciano                          | Perugia               | Umbria                |
| Cordenons                         | Pordenone             | Friuli-Venezia Giulia |
| Cordignano                        | Treviso               | Veneto                |
| Cordovado                         | Pordenone             | Friuli-Venezia Giulia |
| Coreglia Antelminelli             | Lucca                 | Toscana               |
| Coreglia Ligure                   | Genova                | Liguria               |
| Coreno Ausonio                    | Frosinone             | Lazio                 |
| Corfinio                          | L'Aquila              | Abruzzo               |
| Cori                              | Latina                | Lazio                 |
| Coriano                           | Rimini                | Emilia-Romagna        |
| Corigliano-Rossano                | Cosenza               | Calabria              |
| Corigliano d'Otranto              | Lecce                 | Puglia                |
| Corinaldo                         | Ancona                | Marche                |
| Corio                             | Torino                | Piemonte              |
| Corleone                          | Palermo               | Sicilia               |
| Corleto Monforte                  | Salerno               | Campania              |
| Corleto Perticara                 | Potenza               | Basilicata            |
| Cormano                           | Milano                | Lombardia             |
| Cormons                           | Gorizia               | Friuli-Venezia Giulia |
| Corna Imagna                      | Bergamo               | Lombardia             |
| Cornalba                          | Bergamo               | Lombardia             |
| Cornale e Bastida                 | Pavia                 | Lombardia             |
| Cornaredo                         | Milano                | Lombardia             |
| Cornate d'Adda                    | Monza e della Brianza | Lombardia             |
| Cornedo all'Isarco                | Bolzano               | Trentino-Alto Adige   |
| Cornedo Vicentino                 | Vicenza               | Veneto                |
| Cornegliano Laudense              | Lodi                  | Lombardia             |
| Corneliano d'Alba                 | Cuneo                 | Piemonte              |
| Corniglio                         | Parma                 | Emilia-Romagna        |
| Corno di Rosazzo                  | Udine                 | Friuli-Venezia Giulia |
| Corno Giovine                     | Lodi                  | Lombardia             |
| Cornovecchio                      | Lodi                  | Lombardia             |
| Cornuda                           | Treviso               | Veneto                |
| Correggio                         | Reggio Emilia         | Emilia-Romagna        |
| Correzzana                        | Monza e della Brianza | Lombardia             |
| Correzzola                        | Padova                | Veneto                |
| Corrido                           | Como                  | Lombardia             |
| Corridonia                        | Macerata              | Marche                |
| Corropoli                         | Teramo                | Abruzzo               |
| Corsano                           | Lecce                 | Puglia                |
| Corsico                           | Milano                | Lombardia             |
| Corsione                          | Asti                  | Piemonte              |
| Cortaccia sulla Strada del Vino   | Bolzano               | Trentino-Alto Adige   |
| Cortale                           | Catanzaro             | Calabria              |
| Cortandone                        | Asti                  | Piemonte              |
| Cortanze                          | Asti                  | Piemonte              |
| Cortazzone                        | Asti                  | Piemonte              |
| Corte Brugnatella                 | Piacenza              | Emilia-Romagna        |
| Corte de' Cortesi con Cignone     | Cremona               | Lombardia             |
| Corte de' Frati                   | Cremona               | Lombardia             |
| Corte Franca                      | Brescia               | Lombardia             |
| Corte Palasio                     | Lodi                  | Lombardia             |
| Cortemaggiore                     | Piacenza              | Emilia-Romagna        |
| Cortemilia                        | Cuneo                 | Piemonte              |
| Corteno Golgi                     | Brescia               | Lombardia             |
| Cortenova                         | Lecco                 | Lombardia             |
| Cortenuova                        | Bergamo               | Lombardia             |
| Corteolona e Genzone              | Pavia                 | Lombardia             |
| Cortiglione                       | Asti                  | Piemonte              |
| Cortina d'Ampezzo                 | Belluno               | Veneto                |
| Cortina sulla Strada del Vino     | Bolzano               | Trentino-Alto Adige   |
| Cortino                           | Teramo                | Abruzzo               |
| Cortona                           | Arezzo                | Toscana               |
| Corvara                           | Pescara               | Abruzzo               |
| Corvara in Badia                  | Bolzano               | Trentino-Alto Adige   |
| Corvino San Quirico               | Pavia                 | Lombardia             |
| Corzano                           | Brescia               | Lombardia             |
| Coseano                           | Udine                 | Friuli-Venezia Giulia |
| Cosenza                           | Cosenza               | Calabria              |
| Cosio di Arroscia                 | Imperia               | Liguria               |
| Cosio Valtellino                  | Sondrio               | Lombardia             |
| Cosoleto                          | Reggio Calabria       | Calabria              |
| Cossano Belbo                     | Cuneo                 | Piemonte              |
| Cossano Canavese                  | Torino                | Piemonte              |
| Cossato                           | Biella                | Piemonte              |
| Cosseria                          | Savona                | Liguria               |
| Cossignano                        | Ascoli Piceno         | Marche                |
| Cossogno                          | Verbano-Cusio-Ossola  | Piemonte              |
| Cossoine                          | Sassari               | Sardegna              |
| Cossombrato                       | Asti                  | Piemonte              |
| Costa de' Nobili                  | Pavia                 | Lombardia             |
| Costa di Mezzate                  | Bergamo               | Lombardia             |
| Costa di Rovigo                   | Rovigo                | Veneto                |
| Costa Masnaga                     | Lecco                 | Lombardia             |
| Costa Serina                      | Bergamo               | Lombardia             |
| Costa Valle Imagna                | Bergamo               | Lombardia             |
| Costa Vescovato                   | Alessandria           | Piemonte              |
| Costa Volpino                     | Bergamo               | Lombardia             |
| Costabissara                      | Vicenza               | Veneto                |
| Costacciaro                       | Perugia               | Umbria                |
| Costanzana                        | Vercelli              | Piemonte              |
| Costarainera                      | Imperia               | Liguria               |
| Costermano sul Garda              | Verona                | Veneto                |
| Costigliole d'Asti                | Asti                  | Piemonte              |
| Costigliole Saluzzo               | Cuneo                 | Piemonte              |
| Cotignola                         | Ravenna               | Emilia-Romagna        |
| Cotronei                          | Crotone               | Calabria              |
| Cottanello                        | Rieti                 | Lazio                 |
| Courmayeur                        | Aosta                 | Valle d'Aosta         |
| Covo                              | Bergamo               | Lombardia             |
| Cozzo                             | Pavia                 | Lombardia             |
| Craco                             | Matera                | Basilicata            |
| Crandola Valsassina               | Lecco                 | Lombardia             |
| Cravagliana                       | Vercelli              | Piemonte              |
| Cravanzana                        | Cuneo                 | Piemonte              |
| Craveggia                         | Verbano-Cusio-Ossola  | Piemonte              |
| Creazzo                           | Vicenza               | Veneto                |
| Crecchio                          | Chieti                | Abruzzo               |
| Credaro                           | Bergamo               | Lombardia             |
| Credera Rubbiano                  | Cremona               | Lombardia             |
| Crema                             | Cremona               | Lombardia             |
| Cremella                          | Lecco                 | Lombardia             |
| Cremenaga                         | Varese                | Lombardia             |
| Cremeno                           | Lecco                 | Lombardia             |
| Cremia                            | Como                  | Lombardia             |
| Cremolino                         | Alessandria           | Piemonte              |
| Cremona                           | Cremona               | Lombardia             |
| Cremosano                         | Cremona               | Lombardia             |
| Crescentino                       | Vercelli              | Piemonte              |
| Crespadoro                        | Vicenza               | Veneto                |
| Crespiatica                       | Lodi                  | Lombardia             |
| Crespina Lorenzana                | Pisa                  | Toscana               |
| Crespino                          | Rovigo                | Veneto                |
| Cressa                            | Novara                | Piemonte              |
| Crevacuore                        | Biella                | Piemonte              |
| Crevalcore                        | Bologna               | Emilia-Romagna        |
| Crevoladossola                    | Verbano-Cusio-Ossola  | Piemonte              |
| Crispano                          | Napoli                | Campania              |
| Crispiano                         | Taranto               | Puglia                |
| Crissolo                          | Cuneo                 | Piemonte              |
| Crocefieschi                      | Genova                | Liguria               |
| Crocetta del Montello             | Treviso               | Veneto                |
| Crodo                             | Verbano-Cusio-Ossola  | Piemonte              |
| Crognaleto                        | Teramo                | Abruzzo               |
| Cropalati                         | Cosenza               | Calabria              |
| Cropani                           | Catanzaro             | Calabria              |
| Crosia                            | Cosenza               | Calabria              |
| Crosio della Valle                | Varese                | Lombardia             |
| Crotone                           | Crotone               | Calabria              |
| Crotta d'Adda                     | Cremona               | Lombardia             |
| Crova                             | Vercelli              | Piemonte              |
| Croviana                          | Trento                | Trentino-Alto Adige   |
| Crucoli                           | Crotone               | Calabria              |
| Cuasso al Monte                   | Varese                | Lombardia             |
| Cuccaro Vetere                    | Salerno               | Campania              |
| Cucciago                          | Como                  | Lombardia             |
| Cuceglio                          | Torino                | Piemonte              |
| Cuggiono                          | Milano                | Lombardia             |
| Cugliate-Fabiasco                 | Varese                | Lombardia             |
| Cuglieri                          | Oristano              | Sardegna              |
| Cugnoli                           | Pescara               | Abruzzo               |
| Cumiana                           | Torino                | Piemonte              |
| Cumignano sul Naviglio            | Cremona               | Lombardia             |
| Cunardo                           | Varese                | Lombardia             |
| Cuneo                             | Cuneo                 | Piemonte              |
| Cunico                            | Asti                  | Piemonte              |
| Cuorgnè                           | Torino                | Piemonte              |
| Cupello                           | Chieti                | Abruzzo               |
| Cupra Marittima                   | Ascoli Piceno         | Marche                |
| Cupramontana                      | Ancona                | Marche                |
| Cura Carpignano                   | Pavia                 | Lombardia             |
| Curcuris                          | Oristano              | Sardegna              |
| Cureggio                          | Novara                | Piemonte              |
| Curiglia con Monteviasco          | Varese                | Lombardia             |
| Curinga                           | Catanzaro             | Calabria              |
| Curino                            | Biella                | Piemonte              |
| Curno                             | Bergamo               | Lombardia             |
| Curon Venosta                     | Bolzano               | Trentino-Alto Adige   |
| Cursi                             | Lecce                 | Puglia                |
| Curtarolo                         | Padova                | Veneto                |
| Curtatone                         | Mantova               | Lombardia             |
| Curti                             | Caserta               | Campania              |
| Cusago                            | Milano                | Lombardia             |
| Cusano Milanino                   | Milano                | Lombardia             |
| Cusano Mutri                      | Benevento             | Campania              |
| Cusino                            | Como                  | Lombardia             |
| Cusio                             | Bergamo               | Lombardia             |
| Custonaci                         | Trapani               | Sicilia               |
| Cutro                             | Crotone               | Calabria              |
| Cutrofiano                        | Lecce                 | Puglia                |
| Cuveglio                          | Varese                | Lombardia             |
| Cuvio                             | Varese                | Lombardia             |